# Pécsely, Veszprém
Pécsely  este un sat în districtul Balatonfüred, județul Veszprém, Ungaria, având o populație de 548 de locuitori (2011). 

## Demografie
Componența etnică a satului Pécsely
     Maghiari (97,39%)
     Germani (2%)
     Români (0,6%)
Componența confesională a satului Pécsely
     Romano-catolici (39,78%)
     Reformați (19,89%)
     Luterani (5,11%)
     Fără religie (4,01%)
     Atei (1,64%)
     Necunoscută (29,56%)
Conform recensământului din 2011, satul Pécsely avea 548 de locuitori. Din punct de vedere etnic, majoritatea locuitorilor (97,39%) erau maghiari, cu o minoritate de germani (2,0%). Nu există o religie majoritară, locuitorii fiind romano-catolici (39,78%), reformați (19,89%), luterani (5,11%), persoane fără religie (4,01%) și atei (1,64%). Pentru 29,56% din locuitori nu este cunoscută apartenența confesională.